# John F. Kennedy Center for the Performing Arts

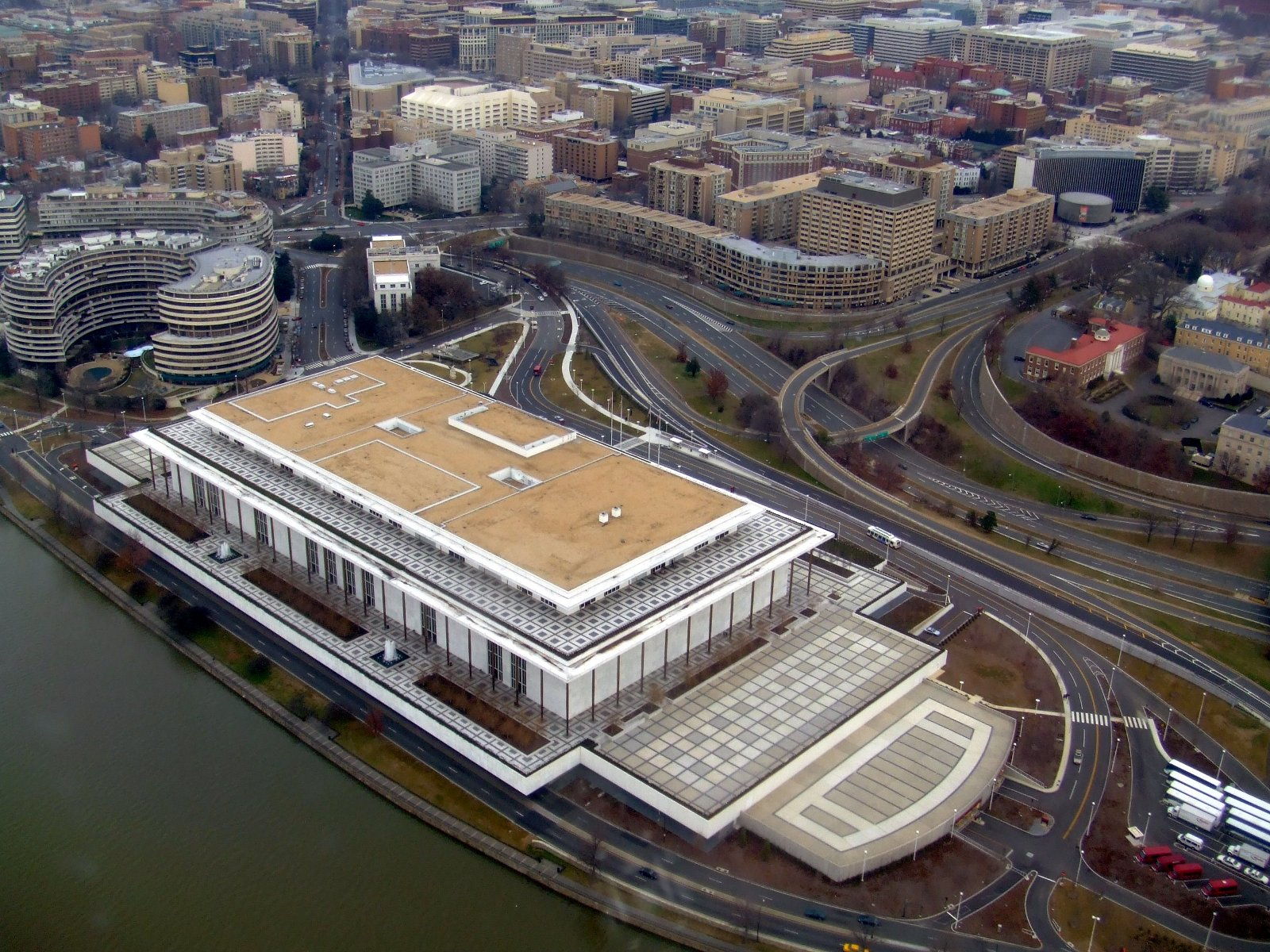
Bild över John F. Kennedy Center for the Performing Arts tagen från luften

John F. Kennedy Center for the Performing Arts eller The Kennedy Center är ett kulturcenter för scenkonst vid Potomacfloden i Washington, DC, USA. Centret är designat av arkitekten Edward Durrell Stone och invigdes 1971 till minne av USA:s 35:e president John F. Kennedy. Armaturerna är designade av Carl Fagerlund och tillverkade på Orrefors Glasbruk.

## Scener
Kulturhusets södra sida rymmer en konsertsal, The Concert Hall, som är centrets största scen och hemmascen för National Symphony Orchestra. Salen rymmer 2442 sittande och har en piporgel med 4144 pipor.
Mittendelen utgörs av operahuset The Kennedy Center Opera House, med plats för 2300 sittande. Operahuset är hemmascen för Washington National Opera men används även för balett och större musikaliska verk. Sedan 1978 har kulturpriset Kennedy Center Honors delats ut i operahuset under en årlig ceremoni som hedrar konstnärers livslånga bidrag till amerikansk scenkonst.
The Eisenhower Theater ligger i husets norra del. Den är uppkallad efter USA:s 34:e president Dwight D. Eisenhower och här uppförs i huvudsak mindre operor, balett och modern dans samt musikaler. Salen har plats för 1100 sittande.
Centret rymmer även The Family Theater (som sedan 2005 ersätter The American Film Institute Film Theater), The Terrace Theater (en kammarmusiksal konstruerad på takterrassen som en gåva från Japan till det amerikanska folket), The Theater Lab (bland annat dockteater, ungdomsopera och dans) samt The Millennium Stage (två scener placerade i vardera änden av den stora entréhallen). I The Terrace Gallery finns även Kennedy Center Jazz Club.

## Ekonomiska förutsättningar
Som nationens minnesmärke (presidential memorial) över John F. Kennedy tar Kennedy Center emot anslag från USA:s federala statsmakt. Byggnaden förvaltas och bevakas därför på samma sätt som exempelvis Lincolnmonumentet av National Park Service.
Den del av verksamheten som utgörs av scenkonst, utbildning och andra utåtriktade kulturinsatser finansieras däremot nästan uteslutande av biljettintäkter, gåvor från enskilda och företag samt stiftelser.

### Internationella donationer
Till John F. Kennedy Center har ett antal gåvor från andra nationer kommit. Tidigare nämndes terrassteatern, som är en gåva från Japan. Landet har även donerat operahusets silkesridå i guld och rött. Till operan har Österrike bidragit med en Lobemyrljusstake i kristall, och efter 1997 års renovering av konserthallen har de norska Hadelandsljusstakarna, även de i kristall, fått en mera framträdande plats. Eisenhowerteaterns röda och svarta scenridå tillverkad i handvävt ylle är en gåva från Kanada.

## Kulturellt ledarskap
Ledare (President) för verksamheten är sedan 2001 Michael Kaiser, en före detta managementkonsult som senare arbetat som chef för American Ballet Theatre i New York och nu senast Royal Opera House Covent Garden i London.
Som kulturell ledare har Kaisers fokus legat på stöd till tvärdisciplinär konst samt upparbetning av teaterfestivaler och internationella utbyten. Hans unika profil från managementbranschen har fått uttryck genom Kennedy Centers satsning på att etablera ett institut för kulturledarskap (The Vilar Institute for Arts Management) som utbildar ledare för kultursektorn. Institutets verksamhet har i någon grad gjorts tillgängligt även för en bredare grupp kulturanställda genom en ny webbplats, där man sedan 2006 kan ta del av bland annat utbildningsmaterial och en "fråga experten"-funktion för flera olika kultursektorer.